# Orzechowo (Dobre Miasto)
Orzechowo (deutsch Noßberg) ist ein Ort in der polnischen Woiwodschaft Ermland-Masuren. Es gehört zur Stadt-und-Land-Gemeinde Miasto (Guttstadt) im Powiat Olsztyński (Kreis Allenstein).

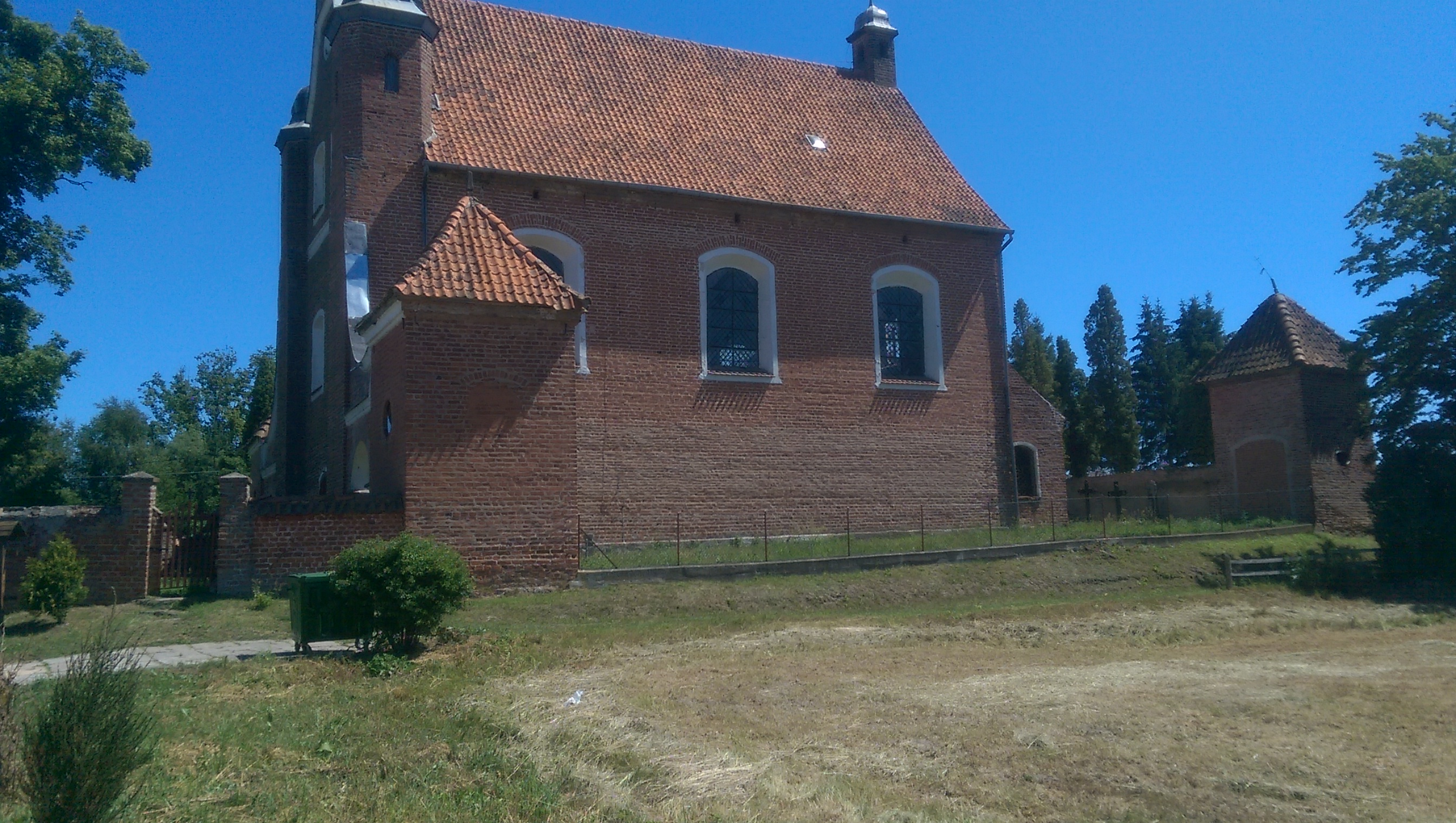
Die Kirche in Orzechowo

## Geographische Lage
Orzechowo liegt im nördlichen Westen der Woiwodschaft Ermland-Masuren, 18 Kilometer südlich der früheren Kreisstadt Heilsberg (polnisch Lidzbark Warmiński) bzw. 21 Kilometer nördlich der heutigen Kreismetropole und auch Woiwodschaftshauptstadt Olsztyn (deutsch Allenstein).

## Geschichte

### Ortsgeschichte
Dem alten Kirchdorf, das man noch bis nach 1871 Nosberg nannte, wurde im Jahre 1362 die Handfeste verliehen. Am 21. Mai 1874 wurde die Landgemeinde Noßberg Amtsdorf und damit namensgebend für einen Amtsbezirk im osptreußischen Kreis Heilsberg innerhalb des Regierungsbezirks Königsberg. Er bestand bis 1945.
786 Einwohner waren im Jahre 1910 in Noßberg gemeldet. Ihre Zahl belief sich 1933 auf 755 und 1939 auf noch 742.
Im Jahre 1945 kam das gesamte südliche Ostpreußen in Kriegsfolge zu Polen. Noßberg erhielt die polnische Namensform „Orzechowo“ und ist heute eine Ortschaft im Verbund der Gmina Dobre Miasto (Stadt-und-Land-Gemeinde Guttstadt) im Powiat Olsztyński (Kreis Allenstein), von 1975 bis 1998 der Woiwodschaft Olsztyn, seither der Woiwodschaft Ermland-Masuren zugehörig. Im Jahre 2021 zählte Orzechowo 284 Einwohner.

### Amtsbezirk Noßberg (1874–1945)
Zum Amtsbezirk Noßberg gehörten in der Zeit seines Bestehens die Gemeinden:
| Deutscher Name | Polnischer Name |
| -------------- | --------------- |
| Eschenau       | Jesionowo       |
| Klingerswalde  | Podleśna        |
| Noßberg        | Orzechowo       |
| Schönwiese     | Międzylesie     |

## Religion
Römisch-katholische Kirche

Noßberg resp. Orzechowo ist einaltes Kirchdorf. Bereits 1335 bestand hier eine Kirche. Ein im 15. Jahrhundert errichtetes Gotteshaus wurde nach mehreren Jahrzehnten verwüstet. 1580 fand jedoch die Weihe eines neuen Kirchengebäudes dirch Bischof Martin Cromer statt. 1716 erfolgte die Weihe der danach erbauten und noch heute erhaltene Kirche, dieses Mal durch Bischof Theodor Andreas Potocki. Die Pfarrei gehört heute zum Erzbistum Ermland.
Evangelische Kirche

Noßberg war bis 1945 ein Kirchspielort der damaligen evangelischen Kirche Guttstadt in der Kirchenprovinz Ostpreußen der Kirche der Altpreußischen Union. Heute gehört Orzechowo zur Diözese Masuren der Evangelisch-Augsburgischen Kirche in Polen.

## Verkehr
Orzechowo liegt an der nicht unbedeutenden Woiwodschaftsstraße 593, die die Städte Miłakowo (Liebstadt), Dobre Miasto (Guttstadt) und Reszel (Rößel) miteinander verbindet.
Eine Bahnanbindung besteht nicht.